# سوزان اوفوری-عطا
سوزان باربارا گیانکوراما اوفوری-عطا (انگلیسی: Susan Barbara Gyankorama Ofori-Atta؛ ‏ ۱۹۱۷ – ژوئیه ۱۹۸۵) پزشک و ماما اهل غنا بود. وی نخستین زن پزشک در منطقهٔ ساحل طلا بود. او اولین زن غنایی و چهارمین زن در غرب آفریقا بود که موفق به دریافت مدرک دانشگاهی شد. اوفوری-عطا همچنین چهارمین زن غرب آفریقا بود که پزشک شد، پس از اگنس یوانده ساوج نیجریه‌ای (۱۹۲۹)، الیزابت آبیمبولا آولویی نیجریه‌ای (۱۹۳۸) و ایرن ایگودارو سیرالئونی (۱۹۴۴). در سال ۱۹۳۳، ادنا الیوت-هورتون کنشگر سیاسی سیرالئون و پیشگام در آموزش دانشگاهی، دومین زن غرب آفریقایی بود که فارغ‌التحصیل شد و اولین کسی بود که مدرک کارشناسی در علوم مقدماتی را دریافت کرد. در نهایت اوفوری-عطا به مقام پزشک مسئول در بیمارستان کوماسی رسید و بعدها مسئول بیمارستان پرنسس لوئیز برای زنان شد. هم‌دوره او ماتیلدا جِی کلارک بود، دومین زن غنایی و پنجمین زن غرب آفریقایی که پزشک شد و او نیز در آچی‌موتا و ادینبرو تحصیل کرده بود. اوفوری-عطا به عنوان دکتر افتخاری علوم از دانشگاه غنا برای تحقیقاتش در زمینه سوءتغذیه در کودکان شناخته شد و در سال ۱۹۸۰ صلیب سلطنتی را از پاپ پاپ ژان پل دوم دریافت کرد، چرا که در کلینیک خود خدمات پزشکی رایگان ارائه می‌داد. او همچنین به تأسیس انجمن زنان برای امور عمومی کمک کرد و عضو بنیان‌گذار آکادمی هنرها و علوم غنا بود. دستاوردهای او به نمادی از الهام برای پزشکان زن جوان در غنا تبدیل شد.

## زندگی اولیه و تحصیلات
سوزان اوفوری-عطا عضو خاندان سلطنتی برجسته اوفوری-عطا بود. او در سال ۱۹۱۷ در کیِبی در ساحل طلا (امروزه غنا) به دنیا آمد. پدرش نانا سر اوفوری-عطای یکم اوکیِنهنه و رئیس عالی‌رتبه منطقه سنتی آکیِم آبوآکا و مادرش نانا آکوسوآ دوئودو بودند.
سوزان اوفوری-عطا تحصیلات ابتدایی خود را در دبستان سنت ماری در المینا در حدود سال ۱۹۲۱ آغاز کرد و در سال ۱۹۲۹ برای تحصیلات متوسطه به مدرسه آچی‌موتا پیوست. او یکی از دانش‌آموزان پیشگام این مدرسه بود که در سال ۱۹۲۷ تأسیس شده بود. او در سال آخر تحصیلش، رئیس مدرسه دختران بود و در امتحانات گواهینامه مدرسه کمبریج شرکت کرد. سوزان در مدرسه آموزش مامایی در کورله-بو تحصیل کرد و در سال ۱۹۳۵ فارغ‌التحصیل شد و سپس دوره‌های آموزشی بیشتر در زمینه مامایی را در اسکاتلند گذراند. پس از تحصیلات عالی، او به عنوان ماما در بیمارستان آموزشی کورله-بو فعالیت می‌کرد. او تحصیلات خود را در دانشکده پزشکی دانشگاه ادینبرو ادامه داد و در سال ۱۹۴۷ مدرک کارشناسی پزشکی و جراحی خود را دریافت کرد. تحصیلات او در خارج از کشور از طریق منابع مالی که پدر ثروتمندش، اوفوری-عطا یکم، به او اختصاص داده شده بود، تأمین شد. پدرش در سال ۱۹۴۳ و زمانی که سوزان هنوز دانشجوی پزشکی در ادینبرو بود، درگذشت.

## شغل و فعالیت‌های حرفه‌ای
سوزان اوفوری-عطا حرفه خود را به عنوان ماما آغاز کرد و سپس تحصیلات خود را ادامه داد تا پزشک اطفال شود، و به این ترتیب اولین پزشک زن در ساحل طلا (امروزه غنا) شد. در سال ۱۹۶۰، او داوطلبانه در یک بیمارستان در کنگو که با کمبود کارکنان مواجه بود، مشغول به کار شد. در دوران فعالیت خود به عنوان پزشکی کادری در بیمارستان پرنسس ماری لوئیز، او لقب «دکتر مموفرا» (پزشک کودکان) را به دست آورد. او بیمارستان پرنسس ماری لوئیز را ترک کرد و به دانشکده پزشکی دانشگاه غنا پیوست، جایی که به عنوان یکی از اعضای بنیان‌گذار دپارتمان کودکان فعالیت کرد و سپس مطب خصوصی خود را برای زنان و کودکان در کلینیک آکرا راه‌اندازی کرد. او همچنین دیپلمات کالج سلطنتی زنان و زایمان (۱۹۴۹) و کالج سلطنتی اطفال و سلامت کودکان (۱۹۵۸) بود.
او مدافع حقوق زنان و کودکان و مخالف سیستم ارث‌بری آکان بود. او خواستار قانونی شدن حق ارث برای همسران و فرزندان از اموال همسران و پدران فقید خود که وصیت‌نامه نداشتند، بود. تلاش‌های او منجر به تصویب قانون وراثت بدون وصیت‌نامه پی‌ان‌دی‌سی در سال ۱۹۸۵ شد. او همچنین عضو «مجمع مؤسسان سال ۱۹۶۹» بود که قانون اساسی جمهوری دوم غنا را تدوین کرد.
در سال ۱۹۷۴، دانشگاه غنا به او مدرک دکترای افتخاری علوم برای تحقیقات پیشگامانه‌اش در زمینه سوء تغذیه کودکان — «کواشیورکور» — که اصطلاحی بود که او ابداع کرد و به یک اصطلاح پزشکی جهانی تبدیل شد، اعطا نمود و بدین وسیله او را مورد تجلیل قرار داد. او در کلیسای کاتولیک غنا به‌ویژه در دیاسپورای آکرا فعال بود. او عضو اجرایی فدراسیون انجمن‌های پزشکان کاتولیک و عضو انجمن پزشکان کاتولیک غنا هم بود.

## مرگ
سوزان اوفوری آتا در ژوئیهٔ ۱۹۸۵ به علت دلایل طبیعی در بریتانیا درگذشت. خانه‌ای برای دختران در مدرسه آچی‌موتا، محل تحصیل او، به نام او نام‌گذاری شده است.